# 李杏
李杏（英語：Sophia Li，1984年8月3日—），台灣女演員，本名呂馥伶，畢業於國立台灣藝術大學戲劇學系。

## 生平
電影《樓下的房客》在2016年入圍第53屆金馬獎最佳女配角獎，金馬執委會執行長聞天祥更稱讚「評審公認李杏是《樓下的房客》裡表演展現最出色的演員，在外貌和與精神的層次表現得可圈可點。」2022年，更以電視劇《茶金》獲得第57屆金鐘獎戲劇節目女配角獎，其中李杏出演「夏慕雪」角色，在劇中不僅擔任老闆，並且要學唱京劇，甚至擔任媽媽的角色，她為角色擺身段、戴頭冠、秀唱功，無論是身段、氣質都可說是全劇最迷人的女性角色之一，得獎實至名歸。
因宥勝性騷擾醜聞的影響，三立電視在2024年7月16日決定電視劇《Q18量子預言》將宥勝的單元拿掉，共兩集戲分全數刪除，連帶劇中演員李杏的戲份受到調整。由於該劇在案件發生前就殺青，因此沒機會找演員重拍，劇組決定直接刪除戲份。

## 演出作品

### 電影長片
| 年份 | 劇名                         | 飾演     |
| 2013 | 《愛情無全順》               | 汪小孟   |
| 2014 | 《痞子英雄2：黎明再起》      | 市長秘書 |
| 2015 | 《大囍臨門》                 | 高飛同事 |
| 2016 | 《52赫茲我愛你》             | 客串     |
| 2016 | 《樓下的房客》               | 陳小姐   |
| 2018 | 《九月四日》                 | 蕭婷文   |
| 2020 | 《可不可以，你也剛好喜歡我》 | 御姐     |
| 2024 | 《雨中的慾情》               |          |
| 2025 | 《器子》                     |          |
| 2026 | 《厄魂》                     |          |
|      |                              |          |

### 劇集
| 年份 | 播出頻道                        | 劇名                           | 飾演           |
| 2013 | 客家電視台                      | 死了一個國中生之後             |                |
| 2014 | 公視                            | 加油喔 ! 阿文                  | 琪琪           |
| 2014 | 台視、八大綜合台                | 徵婚啟事 第十二集              | Mickey         |
| 2014 | 三立都會台                      | 喜歡·一個人                    | Kiki           |
| 2014 | 三立都會台                      | 我的寶貝四千金                 | 宋妍希         |
| 2015 | 三立電視台                      | 他看她的第2眼                  | 院長夫人       |
| 2015 | 客家電視台                      | 落日 (電視劇)                  | 阿嘉妻         |
| 2015 | 東森綜合台、中視                | 必娶女人                       | Linda          |
| 2015 | 大愛電視台                      | 南國小太陽                     | 洪美華         |
| 2016 | 三立都會台                      | 1989一念間                     | Lily Wu        |
| 2016 | 公視                            | 滾石愛情故事 【9】挪威的森林   | 特教老師       |
| 2017 | 三立都會台                      | 極品絕配                       | 楊語晴         |
| 2017 | 酷瞧                            | 富錦街-這條街上的那些故事      | 玲姐           |
| 2018 | 八大戲劇台、台視                | 前男友不是人                   | 鍾書盈         |
| 2019 | 公視                            | 生死接線員                     | 梅青青         |
| 2020 | 東森戲劇台                      | 王牌辯護人                     | 賴文芳         |
| 2020 | friDay影音、公視                | 國際橋牌社                     | 許芷伶         |
| 2020 | 三立都會台、華視                | 廢財闖天關                     | 張琳琳         |
| 2020 | MyVideo、KKTV                   | 記憶浮島                       | 宋可欣         |
| 2021 | 三立都會台、華視                | 廢財闖天關2                    | 張琳琳         |
| 2021 | 八大戲劇台、衛視中文台          | 她們創業的那些鳥事             | 江明媚         |
| 2021 | 公視、MyVideo、Netflix          | 火神的眼淚                     | 雷佩儀         |
| 2021 | 台視、MyVideo                   | 2049－完美預測                 | 安安           |
| 2021 | 公視、客家電視台                | 茶金                           | 夏慕雪         |
| 2022 | YouTube                         | 這群人│校園大亂鬥-老師篇       | 心靜自然涼老師 |
| 2022 | Disney+                         | 台北女子圖鑑                   | 貴婦           |
| 2022 | 公視、friDay影音                | 你的婚姻不是你的婚姻－尾號1314 | 徐曉芬         |
| 2023 | 公視、八大戲劇台                | 最佳利益3－最終利益            | 林佩瑤         |
| 2024 | 大愛電視台                      | 打怪任務                       | 林佑真         |
| 2024 | 華視、公視台語台                | 無罪推定                       | 沈芳宜         |
| 2024 | Hami Video、MyVideo、friDay影音 | 妮波自由式                     | 高延悌         |
| 2025 | GagaOOLala、Netflix             | 第一次遇見花香的那刻2          | 劉姐           |
| 2025 | 大愛電視台                      | 九如一家人                     | 黃玉薰         |
| 2025 | 公視、LINE TV                   | 零日攻擊                       | 夏宇珊         |
| 2025 | 接招吧！製作人                  |                                |                |

### 舞台劇
| 年份 | 劇名                                                  | 劇團               |
| 2011 | 《老師 , 您好》                                       | 建國百年音樂舞台劇 |
| 2011 | 《0920002012》                                        | 四把椅子劇團       |
| 2015 | 《全國最多賓士車的小鎮住著三姊妹（和她們的Brother）》 | 四把椅子劇團       |
| 2021 | 《徽因》                                              | 廣藝基金會         |
| 2024 | 《婚內失戀》                                          | 婚內失戀           |

### 音樂錄影帶
| 年份 | 歌手        | 歌名                                                  |
| 2014 | 李佳薇      | 『像天堂的懸崖』 Cliff to the Heaven 禁斷完整版微電影 |
| 2015 | 滅火器樂團  | Back to the world                                     |
| 2015 | A-Lin       | 我值得                                                |
| 2016 | 小男孩樂團  | 不能再愛你 Can't Love You Anymore                     |
| 2021 | SOWHAT 樂團 | 入戲 Into The Play                                    |

## 獎項紀錄
| 年份   | 頒獎         | 獎項             | 作品           | 角色   | 結果 |
| ------ | ------------ | ---------------- | -------------- | ------ | ---- |
| 2016年 | 第53屆金馬獎 | 最佳女配角獎     | 《樓下的房客》 | 陳敏慧 | 提名 |
| 2019年 | 第54屆金鐘獎 | 戲劇節目女配角獎 | 《生死接線員》 | 梅青青 | 提名 |
| 2022年 | 第57屆金鐘獎 | 戲劇節目女配角獎 | 《茶金》       | 夏慕雪 | 獲獎 |

## 外部連結
- 李杏的Facebook專頁
- 李杏的Instagram帳戶
- 李杏在香港影庫上的簡介
- 李杏在台灣電影網上的資料（繁體中文）
- 華文影史庫 李杏 簡介 （页面存档备份，存于）